# Bluff-Hill-Nationalpark
Der Bluff-Hill-Nationalpark (englisch Bluff Hill National Park) ist ein 18,06 Quadratkilometer großer Nationalpark in Queensland, Australien.

## Lage
Der Park liegt in der Region Mackay etwa 830 Kilometer nordwestlich von Brisbane und 45 Kilometer westlich von Mackay. Die nächstgelegene Stadt ist Miriani. Von hier passiert man auf der Mirani Mount Ossa Road nach etwa 15 Kilometern den Nationalpark. Dort gibt es keine Straßen, Wanderwege oder sonstige Besuchereinrichtungen.
In der Nachbarschaft liegen die Nationalparks Eungella, Mount Ossa, Mount Martin und Pioneer Peaks.

## Geländeformen
Der Bluff-Hill-Nationalpark umfasst die eine bis zu 440 Meter hohe Hügelkette, die sich aus der Küstenebene erhebt. Sie bildet eine natürliche Verbindung zwischen höheren landeinwärts gelegenen Clarke und Conners Ranges und der küstennahen Tiefebene.

## Flora
Die Vegetation besteht hauptsächlich aus tropischem Regenwald mit einer zunehmenden Zahl von Neuguinea-Araukarien (engl.: Hoop Pines). Als schützenswert wurde der im Park beheimateten Nephrolepis obliterata aus der Gattung der Schwertfarne eingestuft.